# 조 자비눌
조 자비눌(독일어: Joe Zawinul, 1932년 7월 7일 ~ 2007년 9월 11일)은 오스트리아의 재즈 키보디스트이자 작곡가이다. 색소폰 연주자 캐넌볼 애덜리와 함께 처음으로 유명해진 자비눌은 마일스 데이비스와 함께 연주하기 시작했고 재즈와 록을 결합한 음악 장르인 재즈 퓨전의 창시자 중 한 명이 되었다. 그는 웨더 리포트와 자비눌 신디케이트 그룹을 공동 설립했다. 그는 일렉트릭 피아노와 신시사이저의 사용을 개척했고, 《다운 비트》 매거진의 독자들에 의해 "최고의 일렉트릭 키보디스트"로 28번이나 선정되었다.

## 생애

### 어린 시절 및 경력
자비눌은 오스트리아의 빈에서 자랐다. 아코디언은 그의 첫 악기였다. 그가 6살이나 7살이었을 때, 그는 빈 음악원에서 클라리넷, 바이올린, 피아노를 공부했다. 1950년대에 그는 폴리도르의 스텝 피아니스트였다. 그는 한스 콜러, 프리드리히 굴다, 칼 드류, 패티 조지와 함께 재즈 음악가로 일했다. 1959년 버클리 음대에 입학하기 위해 미국으로 건너갔으나, 일주일 후 메이너드 퍼거슨으로부터 취업 제의를 받고 학교를 떠나 투어에 나섰다. 그리고 나서 그는 디나 워싱턴과 동행했다. 그는 1960년대의 대부분을 캐넌볼 애덜리와 함께 보냈다. 이 기간 동안 그는 〈Mercy, Mercy, Mercy〉와 〈Walk Tall〉을 썼고 〈Country Preacher〉를 작곡하고 일렉트릭 피아노를 연주했다. 10년의 말기에 그는 마일스 데이비스와 함께 《In a Silent Way》를 녹음했다. 데이비스는 재즈와 록을 결합한 재즈 퓨전의 장르를 확립하고 있었다.

### 웨더 리포트
1970년 자비눌은 웨인 쇼터와 함께 웨더 리포트를 결성했다. 그들의 첫 2년은 마일스 데이비스가 보다 록 지향적인 형식으로 하고 있는 것과 유사한 비교적 개방적이고 집단적인 즉흥 연주 형식을 강조했다. 하지만 자비눌은 그들의 세 번째 음반인 《Sweetnighter》로 변화를 만들기 시작했다. 베이스 기타와 와와 페달 같은 펑크 요소들이 밴드의 사운드에 도입되기 시작했다. 네 번째 음반인 《Mysterious Traveller》와 함께, 음악 형식은 클래식 음악과 유사하게 구성되었고, 재즈 하모니와 1970년대 그루브의 결합은 밴드를 상업적으로 가장 성공적인 시기로 옮기는데 도움을 주었다.
이 밴드의 가장 큰 상업적 성공은 자비눌의 1977년 음반 《Heavy Weather》의 작곡 〈Birdland〉에서 나왔으며, 이 곡은 《빌보드》 팝 음반 차트에서 30위에 정점을 찍었다. 〈Birdland〉는 1970년대 가장 인지도가 높은 재즈곡 중 하나로, 맨해튼 트랜스포트, 퀸시 존스, 메이너드 퍼거슨, 버디 리치 등이 녹음했다. 그 노래는 그에게 3개의 그래미 어워드를 안겨주었다.
웨더 리포트는 1980년대 중반까지 활동했으며, 자비눌과 쇼터는 여러 명의 인원 이동을 통해 유일한 상시 멤버로 남아있었다. 쇼터와 자비눌은 《Sportin' Life》를 녹음한 후 다른 길을 갔으나 CBS 레코드와의 계약을 이행하기 위해 한 장의 음반을 더 해야 했던 것으로 밝혀졌다. 《This Is This!》는 따라서 밴드의 마지막 음반이 되었다.
1991년, 자비눌은 버클리 음대에서 명예 음악 박사 학위를 받았으며, 이 행사에서 맷 게리슨, 토스텐 드 윈켈, 아베 라보니엘 주니어, 멜빈 버틀러로 구성된 그룹과 함께 공연했다.

### 사망
자비눌은 2007년 8월 7일, 5주간의 유럽 투어를 마친 후, 병이 들어 고향인 빈에 입원했다. 그는 2007년 9월 11일 피부암(메르켈 세포 암종)의 희귀한 형태로 한 달 후에 사망하였다. 그는 피에르할레 시머링에서 화장되었고 그의 유골은 비엔나 중앙 묘지에 묻혔다.